# Viktor Arnar Ingólfsson
Viktor Arnar Ingólfsson, né le 12 avril 1955 à Akureyri, est un écrivain islandais, auteur de roman policier.

## Biographie
Il obtient un diplômé en génie civil en 1983 d'un établissement d'Islande. Il s'inscrit ensuite à des cours de rédaction de scénarios, notamment à l'Université d'Islande, puis en 1990 et 1995, à des cours de relations publiques à l'Université George Washington à Washington aux États-Unis. En sus de sa carrière d'écrivain, amorcée en 1978, il continue de travailler à temps plein, dès 1983, dans l'administration des transports de son pays natal, où il supervise, depuis 1985, les publications de l'institution et participe aux relations publiques. Il vit à Reykjavik, est marié et a une fille.
Il a été nommé deux fois pour le Prix Clé de verre. Quatre de ses romans ont été traduits en allemand, en tchèque et en anglais, mais un seul en français, intitulé L'Énigme de Flatey, qui raconte l'enquête difficile de Kjartan, un adjoint au préfet, chargé des investigations sur le cadavre à l'état de squelette d'un universitaire danois découvert par des pêcheurs sur un îlot isolé au large de Flatey, petite île située à une centaine de milles au nord de Reykjavík.

## Œuvre

### Romans
- Dauðasök (1978)
- Heitur snjór (1982)
- Engin spor (1998), nommé pour le Prix Clé de verre * Publié en allemand sous le titre Haus ohne Spuren, 2007* Publié en tchèque sous le titre Dům beze stop, 2010* Publié en anglais sous le titre House of Evidence, traduit par Björg Árnardóttir et Andrew Cauthery, 2012
- Leyndardómar Reykjavíkur 2000 (en) (2000) * C'est un ouvrage de nouvelles policières tiré à 8000 exemplaires et offert à l'occasion de la semaine du livre. Viktor Arnar Ingólfsson a écrit le premier chapitre.

- Flateyjargáta (2003), nommé pour le Prix Clé de verre * Publié en allemand sous le titre Das Rätsel von Flatey, 2005* Publié en hollandais sous le titre Het raadsel van Flatey, 2007* Publié en tchèque sous le titre Záhada ostrova Flatey, 2009* Publié en anglais sous le titre The Flatey Enigma, traduit par Brian FitzGibbon, 2012* Publié en danois sous le titre Flatøgåden, 2013* Publié en italien sous le titre L'enigma di Flatey, 2012 * Publié en français sous le titre L'Énigme de Flatey, traduit par Patrick Guelpa, Paris, Éditions du Seuil, coll. « Policiers », 2013, 368 p.  (ISBN 978-2-02-107123-8) ; réédition, Paris, Points policier no 3176, 2014* Publié en espagnol sous le titre El enigma Flatey, 2014* Publié en polonais sous le titre Tajemnica wyspy Flatey, 2017* Une mini-série TV de 4 épisodes a été inspirée de ce roman en 2018. Le titre original est Flateyjargátan, le titre anglais The Flatey Enigma et le titre français L'énigme de Flatey. Le réalisateur est Björn Br. Björnsson, la scénariste Margrét Örnólfsdóttir, les acteurs principaux Lára Jóhanna Jónsdóttir, Stefán Hallur Stefánsson (is), Hilmir Jensson et Sigurður Sigurjónsson. En France, elle a été diffusée la première fois du 6 février 2019 au 27 février 2019 sur France 3.
- Afturelding (2005) * Publié en allemand sous le titre Bevor der Morgen graut, 2006* Publié en tchèque sous le titre Před úsvitem, 2008* Une mini-série TV de 4 épisodes a été inspirée de ce roman en 2008. Le titre original est Mannaveiðar (is) et le titre anglais I Hunt Men. Le réalisateur est Björn Br. Björnsson, le scénariste Sveinbjörn I. Baldvinsson* Publié en anglais sous le titre Daybreak, traduit par Björg Árnardóttir et Andrew Cauthery, 2013
- Sólstjakar (2009) * Publié en allemand sous le titre Späte Sühne, 2010* Publié en tchèque sous le titre Pozdní pokání, 2011* Publié en anglais sous le titre Sun On Fire, traduit par Björg Árnardóttir et Andrew Cauthery, 2014